# 莫雷诺·托里切利
莫雷诺·托里切利（義大利語：Moreno Torricelli，1970年1月23日—），意大利男子足球运动员，场上位置是后卫。他曾代表意大利国家队参加1998年国际足联世界杯和1996年欧洲足球锦标赛。